# Seloutky
Seloutky är en ort i Tjeckien.   Den ligger i regionen Olomouc, i den östra delen av landet, 200 km öster om huvudstaden Prag. Seloutky ligger 259 meter över havet och antalet invånare är 461.
Terrängen runt Seloutky är platt åt nordost, men åt sydväst är den kuperad.Runt Seloutky är det ganska tätbefolkat, med 116 invånare per kvadratkilometer. Närmaste större samhälle är Prostějov, 4,9 km nordost om Seloutky. Trakten runt Seloutky består till största delen av jordbruksmark.